# Coupe d'Angleterre de football 1927-1928
Navigation
Coupe d'Angleterre 1926-1927 Coupe d'Angleterre 1928-1929
La Coupe d'Angleterre de football 1927-1928 est la 53e édition de la Coupe d'Angleterre, la plus ancienne compétition de football, la Football Association Challenge Cup (généralement connue sous le nom de FA Cup).
Blackburn Rovers remporte la compétition pour la sixième fois de son histoire, battant Huddersfield Town en finale sur le score de 3 à 1 à Wembley à Londres.

## Compétition

### Quarts de finale
Les quarts de finale ont lieu le 3 mars 1928.
| Équipe 1          | Résultat | Équipe 2          |
| ----------------- | -------- | ----------------- |
| Sheffield United  | 2 - 0    | Nottingham Forest |
| Blackburn Rovers  | 2 - 0    | Manchester United |
| Huddersfield Town | 6 - 1    | Tottenham Hotspur |
| Arsenal           | 4 - 1    | Stoke City        |

### Demi-finales
Les demi finales ont lieu le 24 mars 1928, tous les matchs ont lieu sur terrain neutre.
| Équipe 1          | Résultat | Équipe 2         |
| ----------------- | -------- | ---------------- |
| Blackburn Rovers  | 1 – 0    | Arsenal          |
| Huddersfield Town | 2 - 2    | Sheffield United |

Match d'appui le 26 mars 1928 :
| Équipe 1          | Résultat | Équipe 2         |
| ----------------- | -------- | ---------------- |
| Huddersfield Town | 0 - 0    | Sheffield United |

Match d'appui le 2 avril 1928 :
| Équipe 1          | Résultat | Équipe 2         |
| ----------------- | -------- | ---------------- |
| Huddersfield Town | 1 - 0    | Sheffield United |

### Finale
| Finale de la coupe d'Angleterre 1927-1928 | Blackburn Rovers | 3 – 1   | Huddersfield Town | Wembley, Londres     |                      |
| 21 avril 1928                             |                  | (2 – 0) |                   | Spectateurs : 92 041 | Spectateurs : 92 041 |